# Енцо Франческоли
Енцо Франческоли Уриарте (на испански: Enzo Francescoli Uriarte) е бивш уругвайски футболист, роден на 12 ноември 1961 г. в Монтевидео. Вицепрезидент на американския телевизионен канал ГОЛ ТВ и Тенфийлд, компанията собственик на телевизията, както и притежател на правата за излъчване на уругвайски фитбол и баскетбол. За националния отбор на Уругвай има 72 мача и 15 гола, с което е на второ място в класацията за играчи с най-много мачове. Освен многобройните си отборни отличия, Франческоли е награждаван и като Футболист №1 на Южна Америка (2 пъти), голмайстор на Аржентина (4 пъти), Футболист №1 на Аржентина (2 пъти) и др.
Франческоли играе за отборите на Монтевидео Уондърърс, Ривър Плейт, Расинг Париж, Олимпик Марсилия, Каляри и Торино. С националния отбор участва на СП 1986 и СП 1990.
Енцо Франчисколи е известен с елегантните си отигравания и добра техника. От него се учи Зинедин Зидан, който го посочва като любимия си футболист и дори кръщава един от синовете си Енцо. През 2004 г. Пеле го поставя в списъка си със 125-те най-добри живи по това време футболисти, изготвен по случай стогодишншната на ФИФА.

## Успехи
- 3х Носител на Копа Америка: 1983, 1987, 1995
- 1х Младежки шампион на Южна Америка
- 1х Купа Нехим

- 2х Носител на Копа Либертадорес: 1986 и 1996 (с Ривър Плейт)
- 1х Носител на Суперкопа Судамерикана: 1997 (с Ривър Плейт)
- 5х Шампион на Аржентина: 1985/1986, 1994 (Апертура), 1996 (Апертура) и 1997 (Апертура и Клаусура) (с Ривър Плейт)
- 1х Шампион на Франция: 1990 (с Олимпик Марсилия)

- 2х Футболист №1 на Южна Америка: 1984, 1995
- 2х Футболист №1 на Аржентина: 1985, 1995
- 2х Футболист №1 на Аржентина: 1985, 1995
- 4х Голмайстор на Аржентина: 1985, 1986, 1994 и 1996
- 1х Най-добър играч на френското първенство: 1987
- 2х Най-добър чужденец във френското първенство: 1988 и 1990
- 2х Най-добър футболист на Копа Америка: 1983 и 1995
- 1х най-добър играч на първенството на Южна Америка за младежи: 1981
- 1х Голмайстор на първенството на Южна Америка за младежи: 1981
- Чужденецът с най-много голове за Ривър Плейт (90)